# Great Harwood Town FC
Great Harwood Town FC var en fotbollsklubb från Great Harwood, Lancashire, England. Klubben grundades 1966 och hette från början Harwood Wellington. Klubben lades ner i juli 2006.